# СОНМО
«СОНМО» — сьомий студійний альбом українського вокального дуету «ТЕЛЬНЮК: Сестри», який було презентовано 17 березня 2010 року. Запис здійснено студією звукозапису Комора 2008 року. Mixed by Jon Moon at Sensible Studious London 2009 року.

## Композиції
1. Втеча (4:20)
2. Цигарка (4:04)
3. Тінь (4:09)
4. Сонмо (4:03)
5. Облиш (3:57)
6. Татку, мій рідний! rmx (4:11)
7. Жовта троянда (5:08)
8. Зозуля (3:37)
9. Березень (3:04)
10. Весна (3:35)
11. Пам'ятай Мене (4:02)

## Музиканти

### ТЕЛЬНЮК: Сестри
- Галина Тельнюк — спів
- Леся Тельнюк — спів, бандура

### Запрошені музиканти
- Олег Путятін — бас-гітара
- Роман Суржа — гітара
- Іван Небесний — клавішні, програмування
- Микола Томасишин — барабани

## Автори композицій
- Музика — Леся Тельнюк,
- Тексти — Галина Тельнюк (1-8, 10, 11), Станіслав Тельнюк (9)